# منطقة بانج بون
منطقة بانج بون (بالإنجليزية: Bang Bon District)‏ هي واحدة من 50 منطقة في بانكوك، تايلاند. يقدر عدد سكانها بـ 106,085 نسمة .